# 13248 Fornasier
13248 Fornasier (1998 MT37) là một tiểu hành tinh vành đai chính.